# マヤ・デレン
マヤ・デレン（Maya Deren、本名Eleonora Derenkovska 1917年4月29日 – 1961年10月13日）は、1940年代から1950年代のアメリカの前衛映画作家であり実験映画家。また振付師、舞踊家、詩人、作家、写真家でもある。

## 経歴
1917年にウクライナのキーウで生まれ、1922年に一家はアメリカ合衆国ニューヨーク州シラキュースに移住した。父親の姓はDerenkowskyであったがこのときにDerenと短く改姓した。1928年にアメリカ合衆国に帰化した。1930年から1933年までスイスのジュネーヴにある国際連盟の学校に通った。
その後シラキューズ大学に進学し18歳の時に結婚した。ニューヨーク大学を卒業し1939年に離婚した。スミス大学で修士号を取得後、ニューヨーク州グリニッジ・ヴィレッジに戻り編集助手やフリーランスの写真家として活動した。
1942年チェコからの亡命中の映像作家、アレクサンドル・ハッケンシュミードと出会い結婚。翌年の1943年、マヤが26歳の時に二人の共同で映画『午後の網目』を制作する。この作品は1947年のカンヌ国際映画祭で実験部門のグランプリを獲得する。この年、ハッケンシュミードと離婚。
1960年、彼女の映画のスコアを担当していた日本人作曲家、伊藤貞司と三度目の結婚。
1961年栄養失調から来る脳内出血のため44歳で亡くなった。死の間際、アンフェタミンや睡眠薬を彼女は常用していた。彼女の遺灰は日本の富士山に散灰された。
1986年にアメリカン・フィルム・インスティチュートによってマヤ・デレン賞が設立された。

## フィルモグラフィ
- 『午後の網目』 - Meshes of the Afternoon (1943年) ※1947年カンヌ映画祭実験部門グランプリ受賞
- 『陸地にて』 - At Land (1944年)
- 『カメラのための振付けの研究』 - A Study in Choreography for Camera (1945年)
- 『変形された時間での儀礼』 - Ritual in Transfigured Time (1946年)
- 『暴力についての瞑想』 - Meditation on Violence (1948年)
- 『夜の深み』 - The Very Eye of Night (1952年-1959年)